# Stupčice
Stupčice (Duits: Stupschitz) is een Tsjechische plaats in de gemeente Mezno, regio Midden-Bohemen, en maakt deel uit van het district Benešov. Het dorp ligt op 1,5 kilometer afstand van Mezno.
Stupčice telt 21 inwoners (2021).

## Geschiedenis
De eerste schriftelijke vermelding van het dorp dateert van 1389.
In 1899 opende dr. Ladislav Krouský (1866–1929) hier een sanatorium. Hij bood zijn patiënten massages, elektrotherapie, modderbehandelingen en aangepaste diëten aan. Bekende patiënten waren onder anderenJaroslav Vrchlický, Růžena Svobodová en parlementslid Josef Neumann (die hier tijdens zijn verblijf overleed).
In 1960 werd Stupčice, samen met Mezno, ingedeeld bij het district Benešov.

## Verkeer en vervoer

### Autowegen
Er leidt een regionale weg naar het dorp.

### Spoorlijnen
Er is geen station in Stupčice. Het dichtstbijzijnde station is in Střezimíř, op 1,5 kilometer afstand. Dat station ligt aan spoorlijn 220 (Praag -) Benešov - Tábor - České Budějovice. Het station werd, tezamen met de spoorlijn, in 1871 geopend. Station Střezimíř droeg vroeger de naam Stupčice. Sinds 2022 is in het stationsgebouw een museum met draisines gevestigd.

### Buslijnen
Er is geen bushalte in het dorp. De dichtstbijzijnde bushalte is in Střezimíř, op 750 meter afstand:
| Halte                  | Lijn(en) | Traject(en)                          | Vervoerder(s) |
| ---------------------- | -------- | ------------------------------------ | ------------- |
| Střezimíř, Zel. Muzeum | 451 569  | Votice - Borotín Střezimíř - Miličín | CŠAD Benešov  |

## Geboren in Stučice
- Václav Novotný (1828–1895), een Tsjechisch auteur en componist

## Galerij

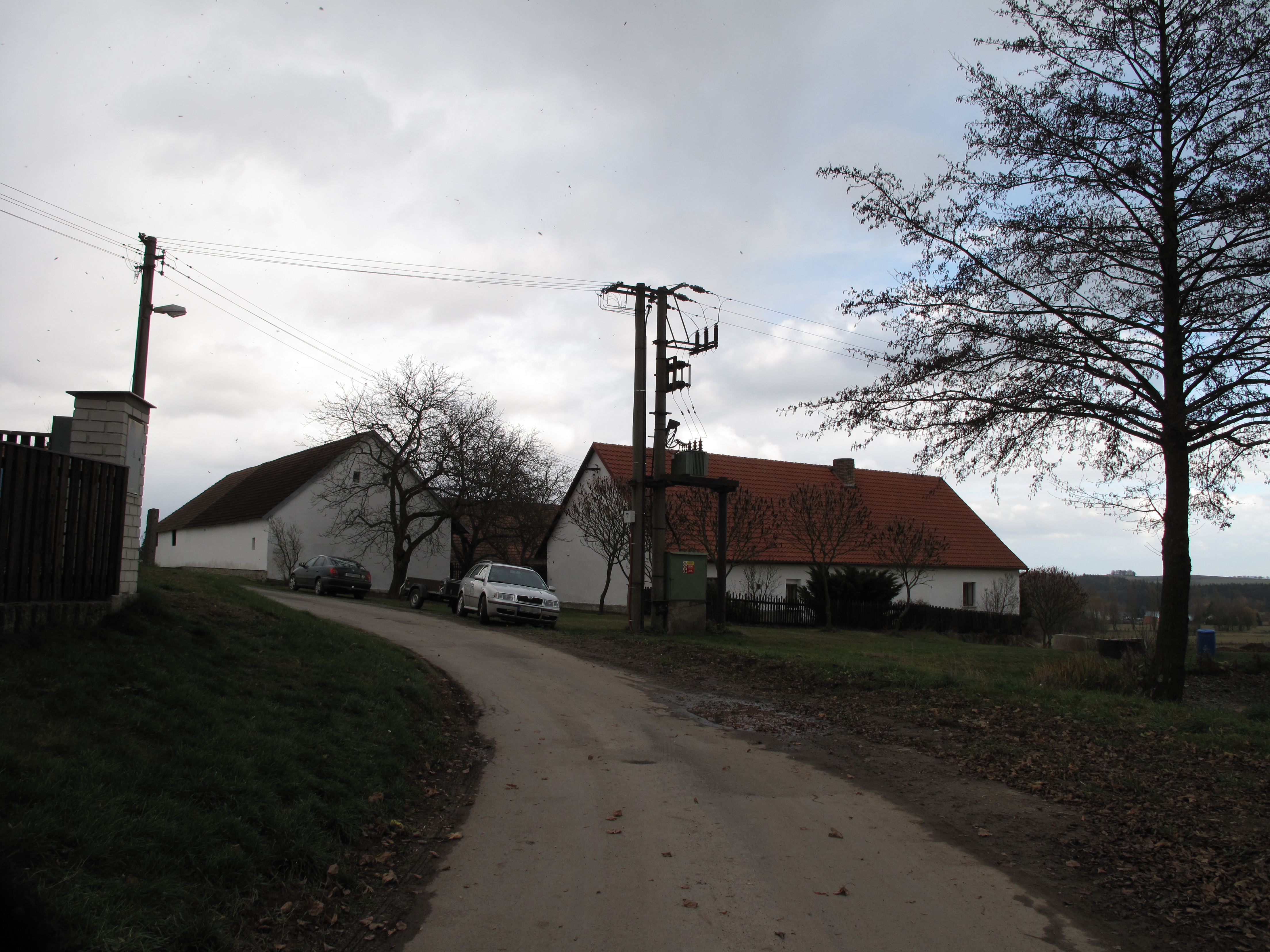
Huizen in het dorp (2015)
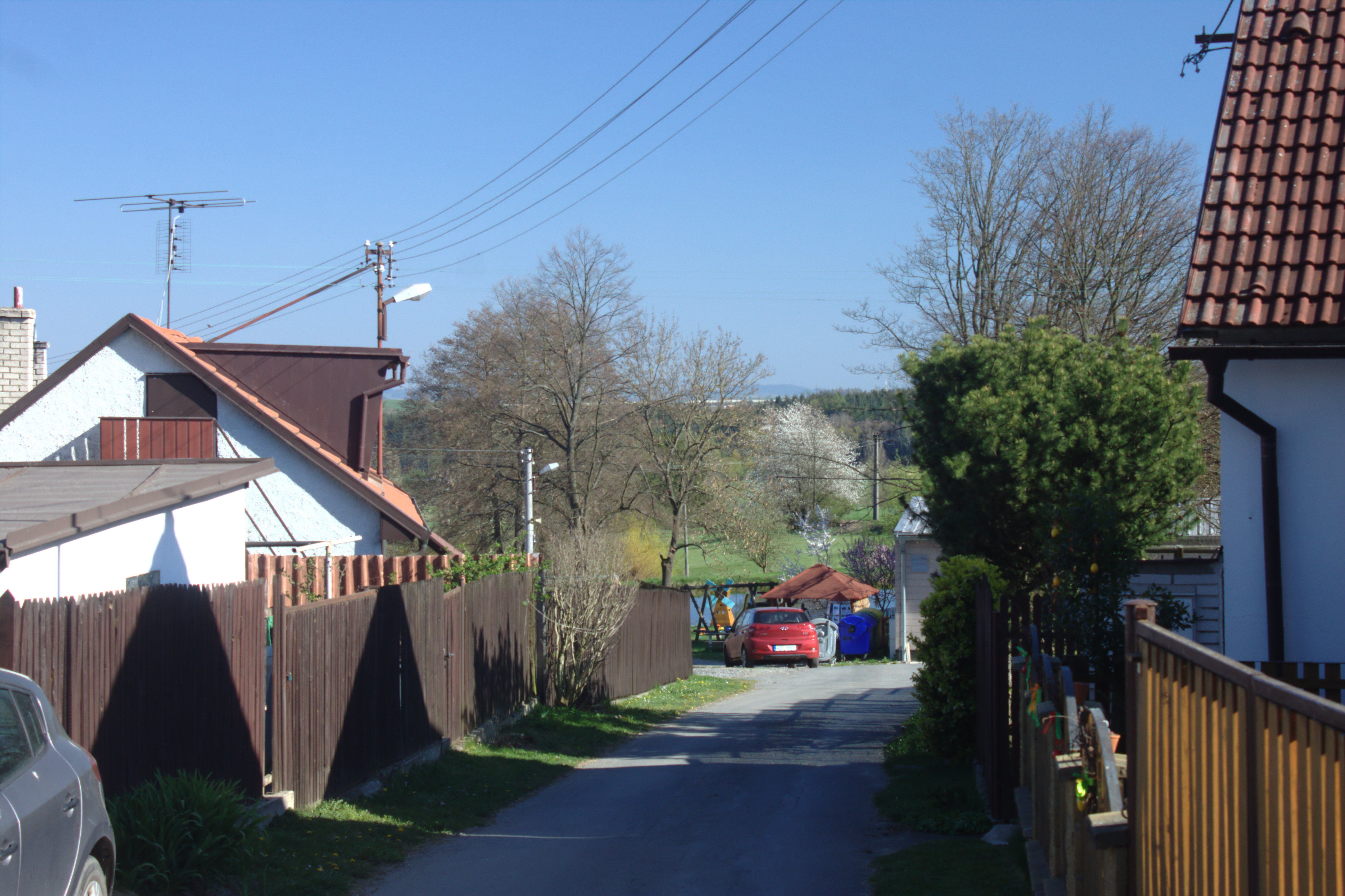
Straat in het dorp (2019)